# Krisztus király szobor (Dili)
A Krisztus király szobor (portugálul Cristo Rei) Jézust ábrázoló műalkotás Kelet-Timor fővárosában, Diliben, az Areia Branca partszakasz fölött. Krisztus alakja egy földgömbön áll.
A szobrot, amely első látásra nagyon hasonlít a Lisszabonnál álló Krisztus király szoborra és a Rio de Janeiróban található A Megváltó Krisztus szobra című alkotásra, 1988-ban építették az indonéz megszállók, akik ily módon akartak jó benyomást kelteni a túlnyomó részben katolikus lakosságnál.
II. János Pál pápa 1989-es látogatása során megáldotta a szobrot, ám a felavatásra csak 1996. július 17-én került sor. Ezt a ceremóniát Suharto indonéz elnök vezette Kelet-Timor Indonéziához való csatolásának 20. évfordulóján.
A szobrot Mochamad Syailillah (Bolil) indonéz szobrászművész tervezte.
A szobor 27 méteres magassága (beleértve a talapzatot is) arra utal, hogy Kelet-Timor Indonéziai 27. tartományává vált a hozzácsatolással. A szobor lábához 14 stációból álló keresztút vezet fel, amihez mintegy 500 lépcsőt kell megmászni. Az alkotás alatt kis kápolna található.

## Képek

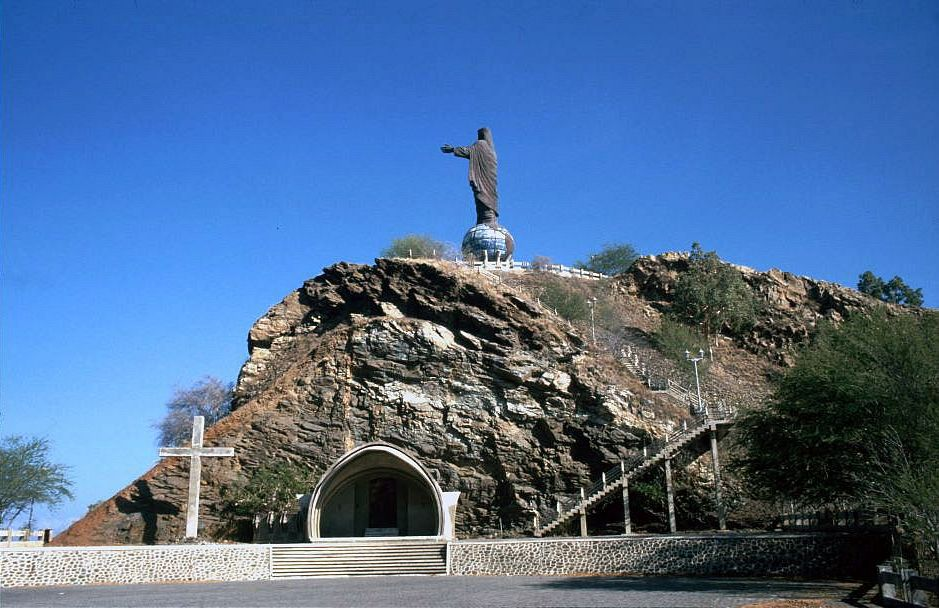
Kápolna a szobor alatt
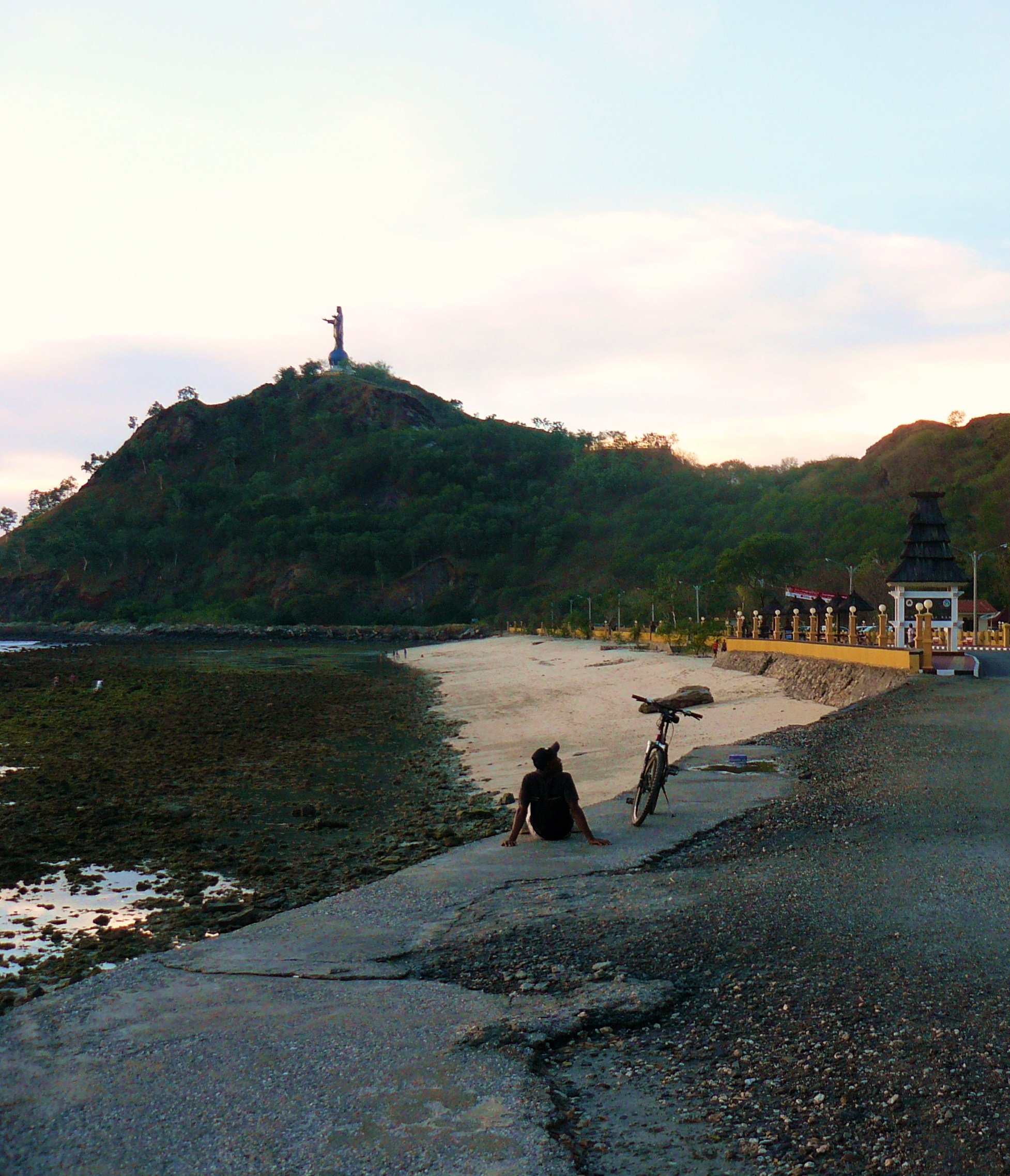
A szobor az Areia Branca partszakaszról nézve
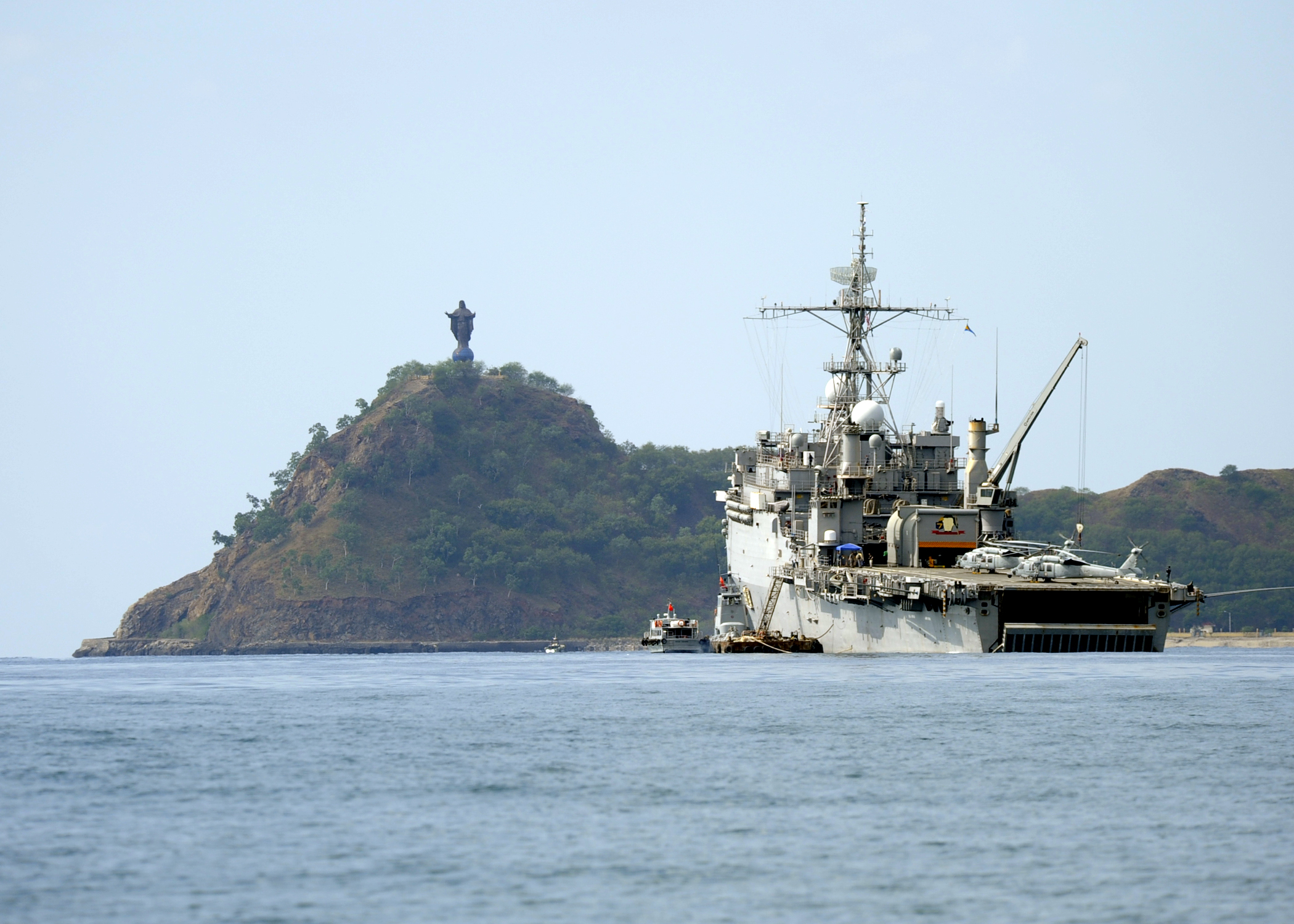
A szobor a tenger felől, előtte egy amerikai helikopterhordozó hadihajó